# Eric Williams
Eric Eustace Williams (ur. 25 września 1911 w Port-of-Spain, zm. 29 marca 1981 tamże) – trynidadzko-tobagijski polityk, premier kraju. Funkcję tę sprawował od listopada 1956 do swej śmierci. Był również uznanym historykiem; specjalizował się w dziejach Karaibów i niewolnictwa.

## Życiorys
Wykształcenie wyższe zdobył w Queen’s Royal College w Port-of-Spain oraz na Uniwersytecie w Oksfordzie. W 1939 roku wyjechał do Stanów Zjednoczonych, gdzie wstąpił na wydział nauk społecznych i politycznych Uniwersytetu Howarda. W trakcie studiów na Uniwersytecie Howarda związał się z Komisją Karaibską. Jego działalność na jej łamach przyniosła mu popularność którą wykorzystał tworząc w latach 1955–1956 partię Ludowy Ruch Narodowy (PNM). Pod jego przewodnictwem PNM odniosło sukces wyborczy w 1956 roku. W następstwie wyborów został pierwszym ministrem Trynidadu i Tobago a w 1959 roku objął urząd premiera. W chwili osiągnięcia przez wyspy niepodległości w sierpniu 1962 roku został premierem niepodległego kraju. W 1976 roku doprowadził do ustanowienia kraju republiką. Jako premier kierował się „pragmatycznym socjalizmem” który charakteryzował się rozszerzoną politykę socjalną i osiąganiem rozwoju gospodarczego poprzez ostrożne przyciąganie zagranicznego kapitału inwestycyjnego. Polityka Williamsa uczyniła Trynidad i Tobago najbogatszym państwem Karaibów należącym do Wspólnoty Narodów. Swoje rządy przedłużył drogą wyborczych zwycięstw. Urząd premiera pełnił aż do czasu śmierci w 1981 roku.

## Publikacje
Był autorem wielu książek, m.in.:
- The Negro in the Caribbean (1942)
- Capitalism and Slavery (1944)
- History of the People of Trinidad and Tobago (1962)
- British Historians and the West Indies (1964)
- Inward Hunger: The Education of a Prime Minister (1969)
- From Columbus to Castro: The History of the Caribbean, 1492–1969 (1970)[3]